# سیکوپا
سیکوپا (اندونزیایی: Cikupa) شهری در استان بانتن کشور اندونزی است. جمعیت این شهر بر اساس سرشماری سال ۱۹۹۰ میلادی، ۴۰٫۹۰۳ نفر و بر اساس سرشماری سال ۲۰۰۰ میلادی، ۱۲۳٫۸۰۶ بوده که در سال ۲۰۰۷ میلادی به ۲۰۲٫۳۳۱ نفر افزایش یافته‌است.